# Dicathais
Dicathais is een geslacht van weekdieren uit de klasse van de Gastropoda (slakken).

## Soort
- Dicathais orbita (Gmelin, 1791)